# Te cuento un secreto
Te cuento un secreto es el séptimo álbum de estudio de la cantante India Martínez. Un álbum que salió a la venta el 21 de octubre de 2016, y que ha creado mucha expectación, convirtiéndolo en número 1 a él, y a las dos primeras canciones, Todo no es casualidad y Gris.

## Sencillos
El primer sencillo del séptimo álbum de estudio (Te cuento un secreto) fue Todo no es casualidad, que fue publicado el 19 de agosto de 2016. Su videoclip se lanzó el 16 de septiembre y fue nuemero 1 en canal fiesta.
El segundo sencillo fue Gris, que fue publicado a principios de enero de 2017. Este sencillo ha tenidos un videoclip, El videoclip estás protagonizado por la propia cantante haciendo dibujos en una habitación en donde aparece Prince Royce.
El tercer sencillo fue Aguasanta, que fue publicado en julio de 2017. Este sencillo cuenta con videoclip, estrenado el mismo verano.
India, sondeó entre sus fanes cuál querían que fuese el posible nuevo single. Entre las opciones estaban "Te cuento un secreto", "La última vez" o "Ángel", siendo este último elegido oficialmente como cuarto sencillo, en diciembre de 2017.

## Canciones del disco
| N.º | Título                      | Duración |  |
| 1.  | «La última vez»             |          |  |
| 2.  | «Angel»                     |          |  |
| 3.  | «Gris (Feat. Prince Royce)» |          |  |
| 4.  | «Aguasanta»                 |          |  |
| 5.  | «Te cuento un secreto»      |          |  |
| 6.  | «20 vidas»                  |          |  |
| 7.  | «Todo no es casualidad»     |          |  |
| 8.  | «Equilibrista»              |          |  |
| 9.  | «1000 KM»                   |          |  |
| 10. | «Pasado Imperfecto»         |          |  |
| 11. | «Si Te Quiero»              |          |  |
| 12. | «Me Queda Solo Tu Sombra»   |          |  |
| 13. | «En el jardín»              |          |  |

## Posicionamiento

### Semanales
| País/Continente | Ranking         | Primera semana | Posición de ingreso | Mejor posición | Semanas en la mejor posición | Semanas en el ranking | Última semana |
| --------------- | --------------- | -------------- | ------------------- | -------------- | ---------------------------- | --------------------- | ------------- |
| Europa          |                 |                |                     |                |                              |                       |               |
| España          | Top 100 álbumes | 30/10/16       | 1                   | 1              | 1                            | 77                    | 13/05/2018    |

- Datos: Q42906329